# 恋のはじまり
「恋のはじまり」（こいのはじまり）は、家入レオ、大原櫻子、藤原さくらが「家入レオ×大原櫻子×藤原さくら」名義でリリースした配信限定シングル。2017年9月27日にVictor Entertainmentより配信された。のちに家入レオのソロバージョンも発表された。

## 概要
Victor Entertainment所属の家入レオ、大原櫻子、藤原さくらによるコラボレーション・シングル。
2017年3月のライブイベント「ビクターロック祭り 番外編 IchigoIchie Join 6 家入レオ×大原櫻子×藤原さくら」での3人の共演に際して家入レオが書き下ろし、ライブの最後にサプライズで披露された楽曲。当時のタイトルは「こいのうた」。
2017年10月のライブイベント「ビクターロック祭り2017大阪×MBS音祭～supported by uP!!!」での再共演に合わせ配信が決定。

## 収録曲
1. 恋のはじまり
  - 作詞・作曲：家入レオ / 編曲：宗本康兵

家入が大原・藤原の二人を主人公にして書いた曲で[7]、事務所やレコード会社を介さずプライベートで制作された[4][7]。
のちに発売された家入のアルバム『TIME』には、家入のソロ・バージョンが収録された。同バージョンのプロデュースは、山口隆志が担当[8]。また、大原と藤原は自身のライブでソロで歌っている。

## 披露・収録作品
3人による歌唱
- ライブ「ビクターロック祭り 番外編 IchigoIchie Join 6 家入レオ×大原櫻子×藤原さくら」（2017年3月12日、パシフィコ横浜）にて披露。
- ライブ「ビクターロック祭り2017大阪×MBS音祭〜supported by uP!!!」（2017年10月8日、大阪城ホール）にて披露[9]。

家入レオ ソロ
- アルバム『TIME』（2018年2月21日）に収録（編曲：山口隆志[8]）。

大原櫻子 ソロ
- ライブツアー「大原櫻子 4th TOUR 2017 AUTUMN 〜ACCECHEERY BOX〜」（2017年10月11日 - 11月2日）にて披露。
ライブ映像作品『大原櫻子 4th TOUR 2017 AUTUMN 〜ACCECHERRY BOX〜』（2018年1月31日）に収録[10]。

藤原さくら ソロ
- ライブツアー「Meet and Meat Tour 2017」（2017年12月11日 - 12月15日）にて披露。